# Augusto Parades Lutowski
Augusto Parades Lutowski (ur. 26 lipca 1852 w Meridzie, zm. 15 czerwca 1916 w Caracas) – wenezuelski inżynier, żołnierz i polityk polskiego pochodzenia. Naczelny Wódz Sił Zbrojnych Wenezueli. Senator (w 1893, w 1898 i w latach 1910–1913). Syn Wojciecha Lutowskiego.

## Życiorys

### Młodość
Urodził się w 26 lipca 1852 w mieście Merida w zachodniej Wenezueli w rodzinie Wojciecha Zdzisława Lutowskiego (1809–1871), który po upadku powstania listopadowego (1830-1831) wyemigrował przez Francję (1831–1839) i Anglię (1839–1841) do Wenezueli (1841) i Eulogii Perez de Orozco Cubillan.
W 1864 (w wieku 12 lat) rodzice wysłali go do Akademii Wojskowej w Caracas (hiszp. Academia Militar y de Matematicas). W trakcie studiów jako wyjątkowo zdolny uczeń awansował na kaprala, a następnie sierżanta podchorążego. W 1867 prezydent Wenezueli, marszałek Jan Chryzostom Falcon mianował go podporucznikiem. 5 maja następnego roku pod rozkazami gen. Colina walczył w bitwie w Las Adjuntas. W czerwcu został ranny podczas zdobywania Caracas (dowodził artylerią w armii gen. Manuela Bruzuala). Awansował na kapitana.

### Kariera
W kwietniu 1870 walcząc w wojnie domowej w armii gen. Antonio Guzmána Blanco został ponownie ranny podczas walk o stolicę. 28 maja 1870 zdobył twierdzę w Puerto Cabello. Generał Blanco został prezydentem, a 18-letni Augusto Lutowski awansował na dowódcę artylerii, a potem dowódcę konnej gwardii prezydenta. Przeprowadził wiele akcji przeciwko buntującym się generałom. W latach 1873–1876 wziął udział we wszystkich akcjach wojskowych jako dowódca inżynierów i saperów. Kierował budową kolei wysokogórskiej i Teatru Narodowego w Caracas.
W listopadzie 1875 (w wieku 23 lat) z nadania prezydenta generała Antonio Guzmána Blanco został generałem dywizji i inspektorem generalnym fortec narodowych.

... potem Lutowski zostaje mianowany komendantem ważnej fortecy w San Carlos, która strzeże wjazdu do zatoki Maracaibo i kontroluje całą zachodnią Wenezuelę. Na tym stanowisku wydarza się coś, co zaskarbia mu wdzięczność królowej Wiktorii i całego narodu angielskiego. Podczas silnego sztormu na Morzu Karaibskim trzy brytyjskie okręty wojenne zmyliły kurs i popłynęły prosto w kierunku nadbrzeżnych skał. W ostatniej chwili energiczny komendant fortecy San Carlos, gen. August Lutowski, wysyła ostrzegawcze sygnały świetlne i pomoc. Dzięki szybkiej akcji ratuje wszystkie trzy okręty i ich załogi. Za ten wyczyn zostaje udekorowany medalem przez królową Wiktorię. Od czasu uratowania trzech brytyjskich okrętów, każdy okręt wojenny Anglii, który przy takiej czy innej okazji przypływał do portów Wenezueli, wysyłał ze swego pokładu specjalnego oficera, który osobiście dostarczał gen. Lutowskiemu skrzynkę rumu, sławnego „Pusser's Rum", w jaki tradycyjnie była zaopatrzona Królewska Flota Wielkiej Brytanii (The Original Royal Navy Rum).

Trzykrotnie piastował stanowisko gubernatora dystryktu federalnego. W 1892 został Naczelnym Wódzem Sił Zbrojnych Wenezueli. W 1894 mianowany ministrem rozwoju.
Członek Consejo de Gobierno (pol. Rady Rządowej) w pierwszej fazie rządów prezydenta Juana Vicente Gómeza (ok. 1908–1910).

## Odznaczenia (lista niekompletna)
- Order za „Lojalność i Męstwo"
- Order Oswobodziciela II klasy
- Order „Pokoju i Postępu"